# USS Card (CVE-11)
 (mars 2024).
Si vous disposez d'ouvrages ou d'articles de référence ou si vous connaissez des sites web de qualité traitant du thème abordé ici, merci de compléter l'article en donnant les références utiles à sa vérifiabilité et en les liant à la section « Notes et références ».
L'USS Card (AVG-11/ACV-11/CVE-11/CVHE-11/CVU-11/T-CVU-11/T-AKV-40) est un porte-avions d'escorte de classe Bogue construit pour la Marine américaine pendant la Seconde Guerre mondiale. Sa quille est posée le 27 octobre 1941 comme cargo de Type C-3 (type C3-S-A1). Acquis par la United States Maritime Commission pendant sa construction, il est converti en porte-avions d'escorte.
Parrainé par Mme J. Perry, il est lancé le 27 février 1942 sous le nom de AVG 11 (coque 178), aux chantiers Seattle-Tacoma Shipbuilding Corporation, à Seattle. Renommé ACV 11 le 20 août 1942, il est mis en service à Seattle le 8 novembre 1942 sous le commandement du capitaine J.B. Sykes.

## Historique

### Seconde Guerre mondiale

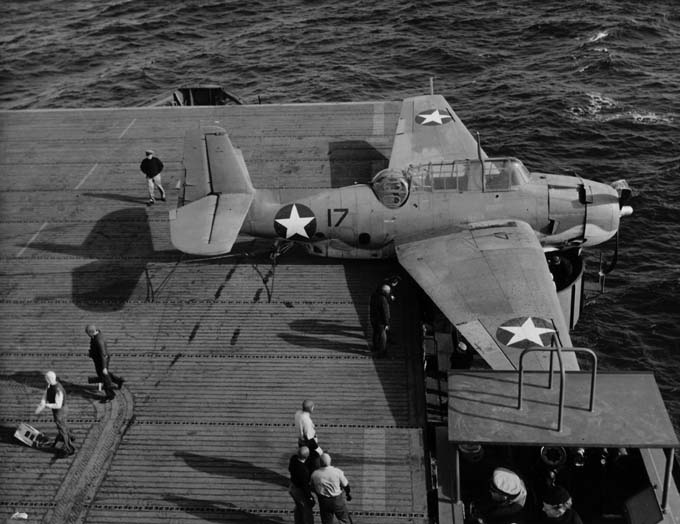
Grumman TBF-1 ayant raté son atterrissage sur le pont du Card, le 9 décembre 1942.

Le 18 janvier 1943, le bâtiment quitte San Diego, arrivant le 1er février 1943 à Hampton Roads pour s’entraîner avec la VC-1 (12 F4F-4 Wildcat et 8 TBF-1 Avenger) dans la baie de Chesapeake. Le 14 mai 1943, il prend la mer de New York vers Casablanca où il sert de transports d'avions et de troupes pour l'invasion de l'Afrique du Nord. Le 1er juin 1943, il arrive au Maroc avant de retourner à Norfolk le 5 juillet. Renommé CVE 11 le 15 juillet 1943, il devient navire amiral du TG 21.14. Ce Task Group, un groupe Hunter-killer, est formé pour des opérations offensives contre les U-Boots. Sa première croisière ASM débute le 27 juillet 1943, il embarque la VC-1 (6 F4F Wildcat et 12 TBF-1 Avenger). Le 7 août, l'U-117 est coulé par deux Wildcat et deux Avenger à la position 39° 42′ N, 38° 21′ O; le 9 août, l'U-664 est coulé par deux Avenger et un Wildcat à la position 40° 12′ N, 37° 29′ O; le 11 août, l'U-525 est coulé par un Avenger et un Wildcat à la position 41° 29′ N, 38° 55′ O; et le 27 août, un de ses Avenger coule l'U-847 à la position 28° 19′ N, 37° 58′ O. Le 10 septembre 1943 marque le retour de sa première mission couronnée de succès.
Le 25 septembre, il repart pour sa deuxième mission ASM. Il embarque la VC-9 (9 F4FWildcat et 12 TBF-1C Avenger), accompagné par le destroyer d'escorte USS Borie, USS Goff (en) et le destroyer USS Barry (en). Le 4 octobre, l'U-460 est coulé par deux Avenger et deux Wildcat à la position 43° 13′ N, 28° 58′ O et l'U-422 par un Avenger et deux Wildcat à la position 43° 18′ N, 28° 58′ O; le 13 octobre, l'U-402 est coulé par un Avenger et un Wildcat à la position 48° 56′ N, 29° 41′ O; et le 31 octobre, de deux ses Avenger coulent l'U-584 à la position 49° 14′ N, 31° 55′ O. Le 1er novembre 1943, l'U-405 endommagé par un Swordfish du HMS Fencer (en) est coulé par l'USS Borie à la position 50° 12′ N, 30° 48′ O. Le 9 novembre 1943, il rentre à la base. Pour sa lutte anti-sous-marine menée entre juillet et octobre, le porte-avions et son groupe d'escorte reçoivent la Presidential Unit Citation.
Le 24 novembre 1943 marque le départ pour sa troisième patrouille ASM dans l'Atlantique Nord. Il embarque la VC-55 (9 FM-1 Wildcat et 12 TBF-1C Avenger), accompagné par l'USS Leary, l'USS Schenck (en) et l'USS Decatur (en). Dans la soirée du 23 décembre, le groupe rencontre le wolfpack Borkum (en); le Card obtient 12 contacts en 5 heures et le Schenck envoie par le fond l'U-645 à la position 45° 20′ N, 21° 40′ O. Au cours de la bataille, le Leary est coulé par trois sous-marins à la position 45° 00′ N, 22° 00′ O. Le Card parvient à esquiver les attaques des sous-marins toute la nuit pendant que le Schenck sauvait les survivants du Leary. Le groupe arrive finalement à Norfolk 2 janvier 1944.
Le 18 mars 1944, il reprend la mer en quittant Norfolk, transportant du matériel et du personnel pour Casablanca. Le 17 mai 1944, il arrive à destination. Il entre ensuite en carénage jusqu'au 4 juin, date à laquelle il rejoint Quonset Point (en) (Rhode Island), afin d'organiser des exercices de qualification des pilotes. Le 21 juin, il repart de Norfolk pour une nouvelle patrouille ASM. Il embarque la VC-12 (9 FM-2 Wildcat et 12 TBM-1C Avenger) au sein du Task Group 22.10. Il est accompagné par l'USS Thomas (en), l'USS Baker (en), l'USS Bronstein (en), l'USS Bostwick (en) et l'USS Breeman (en). Le 5 juillet, des appareils du Card repèrent l'U-233. Les destroyers d'escorte Baker et Thomas sont dirigés vers lui et le coulent à la position 42° 16′ N, 59° 49′ O. Trente survivants, dont le commandant mortellement blessé, ont été ramenés à bord du Card et débarqués à Boston le lendemain.

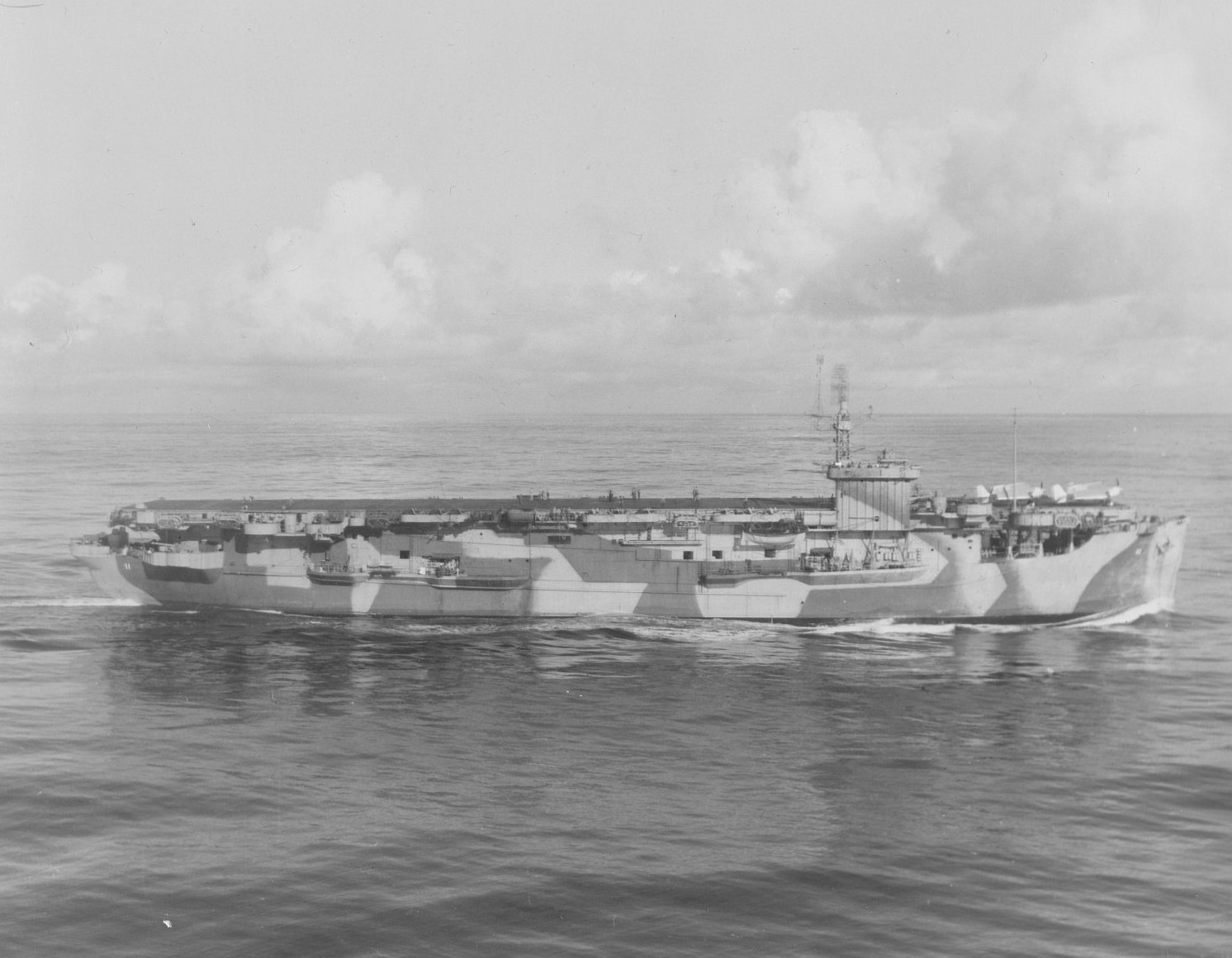
Le Card en 1944.

Du 10 juillet 1944 au 23 août 1944, il effectue une nouvelle patrouille ASM aux Caraïbes. Il embarque le VC-12 (9 FM-2 Wildcat et 12 TBM-1C Avenger). La patrouille se déroule sans incident. De septembre à octobre 1944, sa patrouille ASM l’emmène dans la zone des Açores. Il embarque le VC-8 (9 FM-2 Wildcat et 9 TBM-1C/D et 3 TBM-3 Avenger) au sein du Task Group 22.2. Une attaque contre un sous-marin est lancée le 12 octobre 1944 sans aucun succès. Il n'y a rien à signaler pour le reste de la patrouille. Du 1er décembre 1944 au 22 janvier 1945, il effectue sa dernière patrouille ASM, où il embarque le VC-12 (9 FM-2 Wildcat et 12 TBM-1/3 Avenger), au sein du Task Group 22.2. 
Le 22 janvier 1945, il arrive aux chantiers navals de Philadelphie pour révision jusqu'au 7 février. Il sert ensuite de transport de matériel et de personnel entre les USA et Liverpool, revenant à Norfolk le 12 mars.
Du 21 mars au 24 mai 1945, il est basé Quonset Point (Rhode Island), afin d'organiser des exercices de qualification des pilotes. Du 21 au 24 juin, le Card transporte du personnel et des avions pour la base navale de la baie de Guantánamo, puis transit par le canal de Panama en transportant de matériel en destination de Pearl Harbor et Guam, en revenant à San Diego le 14 août 1945. Du 21 août 1945 au 16 décembre 1945, alors assigné au « Magic Carpet », il effectue deux voyages à Pearl Harbor et un autre dans l'ouest du Pacifique. Il ramène ensuite des militaires sur la côte Ouest. Le 7 janvier 1946, il quitte Alameda pour la côte Est, où il est désarmés pour la première fois, à Norfolk le 13 mai 1946.

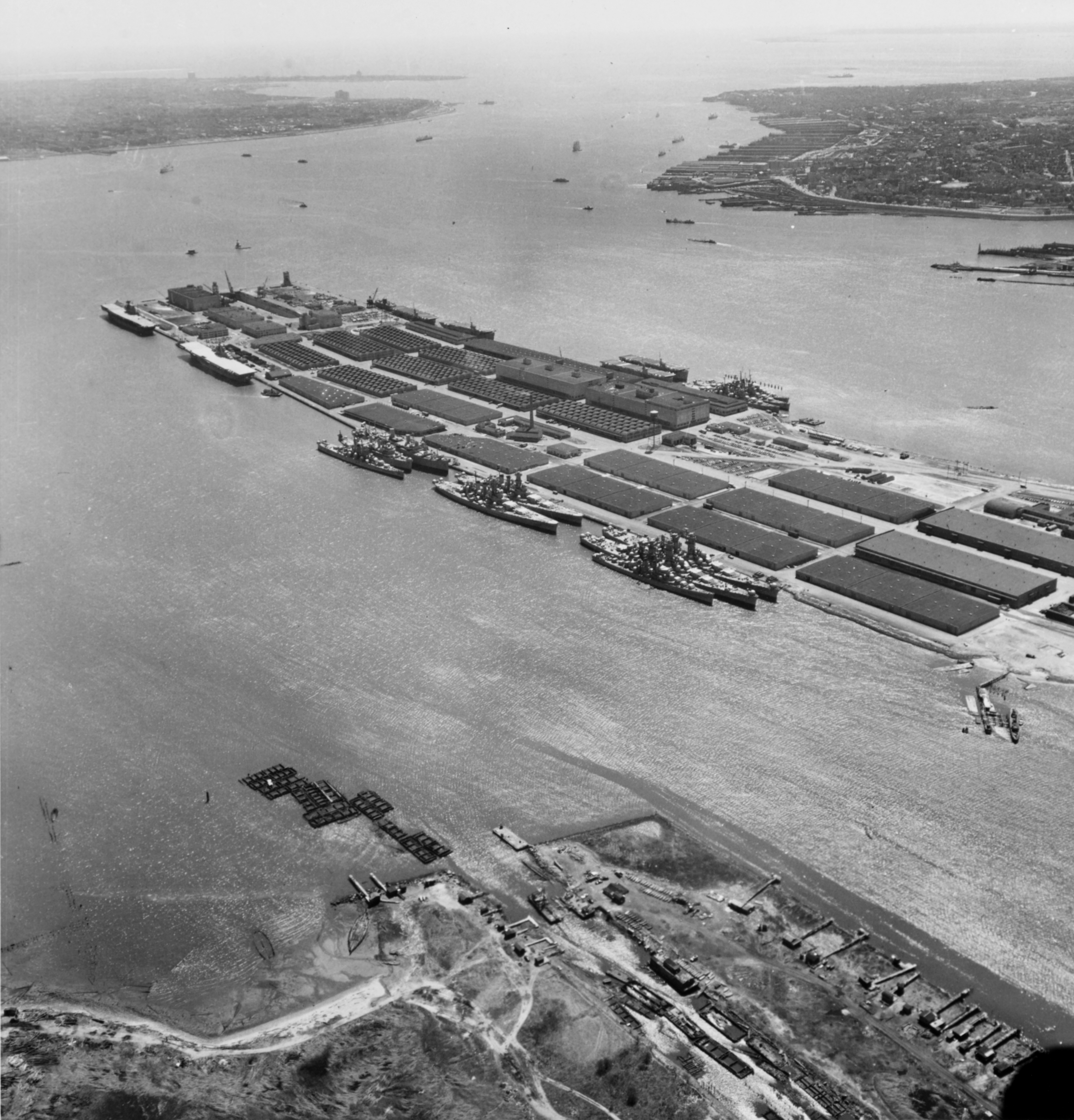
Dépôt dans le New Jersey où est stationné le Card, le 15 avril 1953.

Le 12 juin 1955, il est reclassifié comme porte-hélicoptères CVHE-11. Le 1er juillet 1958, il est reclassifié comme porte-avions CVU-11. Le 7 mai 1959, il est reclassifié comme transport d'avions AKV-40.

#### Décorations
En plus de sa Presidential Unit Citation, le Card a reçu trois battle stars pour son service de la Seconde Guerre mondiale.

### Guerre du Vietnam
Le navire reprend le service le 16 mai 1958 comme USNS Card où il est exploité par un équipage civil, sous le contrôle du Military Sealift Command (MSTS) en tant que transport d'aéronef. Le 15 décembre 1961, le Card quitte Quonset Point avec une cargaison d'hélicoptères H-21 Shawnee et des soldats de Fort Devens (en), dans le Massachusetts, en direction du Vietnam. Arrivé dans la baie de Subic aux Philippines, la cargaison et les troupes sont transférés sur le transporteur d'hélicoptères USS Princeton, qui arrive et décharge sur la côte de Da Nang le 25 janvier 1962.
Le 2 mai 1964, alors amarré à quai à Saigon, un nageur de combat nord-vietnamien, Lam Son Nao, plante une charge explosive provoquant un trou dans la coque et tuant cinq membres d'équipage. (Il convient de noter que cet événement était antérieur à l'incident du Golfe du Tonkin, qui a entraîné l'escalade de l'implication américaine au Vietnam). Le Card, coulé dans 6,096 mètres d'eau, est renfloué le 19 mai et remorqué dans la baie de Subic, puis à Yokosuka pour des réparations. Il retourne au service le 11 décembre 1964.
De fin 1967 à début 1968, le Card livre des hélicoptères militaires américains à la République du Viêt Nam. Ces hélicoptères ont été assemblés à bord du navire par des membres de la 388e Compagnie de transport et du 765e Bataillon de transport, avant d'être envoyés à l'aérodrome de l'Armée américaine à Vung Tau.

## Sort
Retiré du service le 10 mars 1970, le Card a été placé en réserve à Olympia avant d'être radié des registres après 28 ans de service, le 15 septembre de la même année, et vendu pour la ferraille en 1971 à la Zidell Compagnies pour 93,9 millions de dollars.

## Commandement
- Captain James Bennett Sykes du 8 novembre 1942 au 17 avril 1943.
- Captain Arnold J. Isbell (en) du 17 avril 1943 au 9 mars 1944.
- Captain Rufus Calhoun Young, Jr. du 9 mars 1944 au 15 mars 1945.
- Captain Paul Lee Dudley du 15 mars 1945 au 10 février 1946.
- Commander Frank Marcel Slater du 10 février 1946 au 13 mai 1946.

## Décorations
- Presidential Unit Citation
- American Campaign Medal avec une battle star
- European-African-Middle Eastern Campaign Medal avec deux battle stars
- World War II Victory Medal
- Navy Occupation Service Medal avec agrafe "ASIA".
- National Defense Service Medal
- Armed Forces Expeditionary Medal
- Vietnam Service Medal avec une campaign star
- Vietnam Campaign Medal